# Episodi di Squadra Speciale Vienna (quindicesima stagione)
La quindicesima stagione della serie televisiva Squadra Speciale Vienna è stata trasmessa in anteprima in Austria dalla ORF a partire dal 6 dicembre 2019.
| nº | Titolo originale                 | Titolo italiano | Prima TV Austria | Prima TV Italia |
| -- | -------------------------------- | --------------- | ---------------- | --------------- |
| 1  | Graues Leben                     |                 | 6 dicembre 2019  |                 |
| 2  | Schatzsuche                      |                 | 13 dicembre 2019 |                 |
| 3  | Schuld                           |                 | 20 dicembre 2019 |                 |
| 4  | Angeltrip                        |                 | 27 dicembre 2019 |                 |
| 5  | Freier Fall                      |                 | 20 ottobre 2020  |                 |
| 6  | Das Phantom                      |                 | 27 ottobre 2020  |                 |
| 7  | Die Ballade von Franz und Franzi |                 | 3 novembre 2020  |                 |
| 8  | Der Geist in der Maschine        |                 | 3 novembre 2020  |                 |
| 9  | Full House                       |                 | 17 novembre 2020 |                 |
| 10 | Das Versprechen                  |                 | 24 novembre 2020 |                 |
| 11 | Puzzle                           |                 | 1º dicembre 2020 |                 |
| 12 | Wien sehen und sterben           |                 | 2 febbraio 2021  |                 |
| 13 | Alte Wunden                      |                 | 9 febbraio 2021  |                 |
| 14 | Mannschaftsgeist                 |                 | 23 febbraio 2021 |                 |
| 15 | Auf Abwegen                      |                 | 2 marzo 2021     |                 |
| 16 | Alles Fassade                    |                 | 9 marzo 2021     |                 |